# Хронологія українського повстанського руху (1942)
Нижче наведено список подій за участю УПА та Організації українських націоналістів за 1942 рік.

## Хронологія
- 14 січня — у доповіді начальника поліції та СД згадувалася група ОУН-Бандери, яка активно діяла у Херсоні, де на численні збори дозволених німцями загонів самооборони під керівництвом командира «Конрада» збиралися до 2 тисяч осіб. Ця група була пов'язана із групою ОУН-Бандери в муніципальній адміністрації Херсона, яку очолював заступник бургомістра «Гриць»[1].
- 16 січня — звіт начальника поліції та СД, який висвітлює події в СРСР, розповідає про розкриття німцями школи міліції у Клевані на території сучасної Рівненської області. Слідчі зробили висновок, що школа проводила таємне навчання членів ОУН(б) під керівництвом Сергія Качинського-«Остапа», який знає, де захована зброя, призначена для повстання. Також там сказано, що під час початку повстання бандерівці запланували підрив мостів. Гестапівці заарештували групу поліцейських, пов'язаних із бандерівцями[2].
- 20 березня 1942 —  СД у «Повідомленні про події в СРСР» розпочала нову рубрику під назвою «Український рух опору»[3].
- ?? березня — в кінці місяця польської ініціатививи у місті Замостя починаються розмови АК і ОУН(б), в яких беруть участь: від польської сторони — Ян Туровський, від української — Леонід Лапінський (колеги зі шкільних часів, які довіряють один одному). Вони мають на меті налагодити відносини між польським та українським населенням та інтелігенцією на Люблінщині так, щоб «одні не виступали проти інших в школі, костелі, на різних зібраннях тощо, а натомість зорганізовані українські та польські сили згуртувалися проти німців». Ці розмови мають продовжитися, але вже не вдається до них повернутися[4].
- 22 травня — у донесенні начальника поліції безпеки та СД повідомлялося, що під час антипартизанської операції в районі Костополя вдалося знайти й захопити бандерівський склад зброї, в якому було 600 гвинтівок, 12 кулеметів, 254 000 набоїв, 4000 гранат, 1200 протигазів, 20 тис. артилерійських снарядів та інше військове майно. У донесенні зазначено, що в Рівному група Бандери володіла великою кількістю фабричних будівель і житла, де розташовувалися нелегальні табори для військової підготовки оунівської міліції. Міліціонери навчалися не лише військової справи, а й політичної. Їх настроювали проти німців і пояснювали, що німців чекали як визволителів, а вони виявились гнобителями. У тому ж документі коротко розповідається про «Поліську Січ», яку в листопаді 1941 р. розпущено, але Бульба-Боровець «знову таємно організував і зібрав велику кількість багнетів»[5].
- 24—25 травня — в Почаєві відбулася конференція ОУН-М, на якій обрали заступника Андрія Мельника — ним став Олег Кандиба-Ольжич — і вирішили взятися за формування партизанських підрозділів з метою воювати проти німців. Конференція відбулася через внутрішній розкол на тлі ставлення до окупантів. Андрій Мельник на той час наполягав на подальшій співпраці з Третім Рейхом і надсилав меморандуми до Берліна з подібними пропозиціями, проте частина діячів ОУН-М мала іншу думку. На практиці Кандиба-Ольжич після цієї конференції здійснював повну владу над організацією[6].
- кінець червня — у Львові провід ОУН(б) видає брошуру, в якій чітко висловлюється проти створення — в рамках організації – партизанських загонів. Вважає, що партизанський рух принесе лише криваві жертви, якими скористаються «агенти Сталіна і Сікорського». Провідник ОУН(б) на Волині Дмитро Клячківський-«Клим Савур» видає інструкцію, в якій закликає до внутрішньої консолідації і застерігає не дозволити спровокувати відкритий бій. Діяльність ОУН(б) концентрується на організаційній, пропагандистській і навчальній діяльності. До організації долучаються сотні нових членів та прихильників. Агітатори проводять по селах заняття з політики, ідеології, історії, навчають націоналістичного декалогу, а також проводять військові навчання[7].
- 31 липня — згідно з повідомленням начальника поліції безпеки та СД, у Кам'янці-Подільському бандерівці вчинили напад на вербувальників на роботи до Рейху, завербовані робітники розбіглися; у Володимирці в багатьох місцях були наклеєні листівки, які закликали до саботажу вербування робітників до Німеччини; у Піддубцях був взятий під варту начальник української шуцполіції, бо підозрювався у звільненні з в'язниці заарештованого бандерівця, причому вся поліція в селі перебуває під впливом бандерівського руху; у Камінь-Каширському 3 українських шуцмана зі зброєю зі зброєю дезертували, щоб взяти участь у створенні українських націоналістичних груп[8].
- 25 серпня — двоє оунівців втекли з тюрми в селищі Знам'янка на Миколаївщині, захопивши при цьому гвинтівку з боєприпасами. Разом з ними втекли двоє охоронців-українців[9].
- 17-18 вересня — на хуторі в лісі біля сіл Більчаки-Глушків відбулися 6-годинні переговори між комісаром розвідувально-диверсійного загону НКДБ СРСР «Переможці»[ru] Олександром Лукіним та командиром Поліської січі Тарасом Боровцем (Бульбою). Сторони обговорювали про спільні дії проти німців, однак домовилися лише про нейтралітет, оскільки перейти до активних бойових дій проти німців Боровець відмовився, повідомивши, що йому необхідно «скоординувати свої дії із центром» [10].
- 17 жовтня — співробітникам СД вдалося виявити в Харкові підпільну друкарню ОУН-Б. Під час штурму будівлі сталася жорстока стрілянина, яка закінчилася арештом 11 бандерівців. Вилучено багато пропагандистських матеріалів та 14 ящиків з матрицями[11].
- 23 жовтня — згідно з повідомленням начальника поліції та СД: останнім часом бандерівці дедалі більше переходять до активної боротьби. Вже у травні встановлено, що бандерівці розпочали серйозну організацію партизанських загонів у західній частині України. У липні 1942 р. на околицях Кам'янця-Подільського підтверджено існування партизанської групи, в якій перебували бандерівці та комуністи. У пропаганді ОУН-Б зникають все більші заклики до боротьби з більшовиками, а лише закликають до боротьби з нацистами. Бандерівці вважають зближення з більшовиками необхідним, зокрема після зближення Англії та США до СРСР. Це вказує, що бандерівський рух відкрив інформаційний фронт проти Німеччини й надалі намагатиметься здобути незалежність України за допомогою збройної боротьби. Мельниківці тепер теж стали активнішими. Їхня письмова пропаганда дуже активна і перевершує навіть бандерівську. Підтверджено нейтралітет між УПА-ПС Тараса Боровця та партизанським загоном «Переможці» Дмитра Медведєва[12].
- 27 жовтня — на Волині у Людвипільскому районі відбулася друга зустріч Олександра Лукіна із Тарасом Боровцем-«Бульбою», на якій були присутні редактор газети «Самостійник» і «політичний референт» з Берліна, що прибув із Чехословаччини. Внаслідок переговорів було встановлено пароль для взаємної ідентифікації радянських партизанів та загонів Поліської січі[13].
- ?? жовтня —  у Львові відбулася І Військова Конференція ОУН (б). Основним питанням на ній було створення українських збройних формувань і ведення майбутніх бойових дій. Під час наради створено робочу групу, якій доручили підготувати докладні плани. У планованих сценаріях не виключалася масова мобілізація сотень тисяч українців і боротьба проти всіх ворогів одночасно, в тому числі проти СРСР, Польщі та країн Осі. Комісія також міркувала над тим, як у разі спалаху повстання слід поводитися з етнічними меншинами[14].
- 5 листопада — у Львові підпільники ОУН розкидають листівки, написані польською мовою, із закликом до повстання проти німців. Також раніше проводять ряд нападів на німецькі магазини, прикидаючись поляками і розкидаючи антинімецькі польськомовні листівки[15].
- 7 листопада — двоє військовослужбовців 201-го батальйону охоронної поліції — Василь Сидор-«Шелест» та Юліан Ковальський-«Гарпун» під час відпускної поїздки до Києва, вистежили та ліквідували двох членів айнзацкоманди СД за арешти членів ОУН та вбивство Дмитра Мирона-«Орлика»[16].
- 20 листопада — згідно з повідомленням начальника поліції та CД у жовтні — листопаді 1942 р. гестапо провело численні арешти бандерівців у Німеччині. Лише в листопаді 210 людей заарештовано в Берліні, Лейпцигу, Ганновері, Гамбурзі та Потсдамі. До рук гестапо потрапив і польовий провідник ОУН-Б у Німеччині Василь Безхлібник. У Берліні співробітники поліції безпеки також заарештували 4 кур'єрів ОУН із Галичини. Один із них на допиті розповів, що центр руху «групи Бандери» має перебувати у Львові чи його околицях. Пізніше туди відправили групу відповідальних працівників гестапо для розшуку й арештів членів вищих структур ОУН(б)[17].
- 21 листопада — засідка гестапо на конспіративній квартирі у Львові (арешт керівника відділу кур'єрів Головного Проводу Володимира Лобая та 5 кур'єрів). На квартирі Лобая у Львові член Проводу Дмитро Майївський-«Косар» у перестрілці при спробі арешту вбив співробітника РСХА з Берліна — штурмбанфюрера СС Герхарда Шарфа, поранив співробітника СД із Брауншвейгу і сам двічі поранений зумів втекти[18][19].
- 3 грудня — бульбівці, одягнені в уніформу радянських партизанів, атакували містечко Тучин і вивезли звідти частину майна та друкарню[20].
- 4 грудня — у Львові співробітники гестапо під час спецоперації арештовують Івана Климіва (офіцера зі спеціальних завдань при референті з військових справ ОУН(б)), Ярослава Старуха (референта з пропаганди ОУН(б)), Дмитра Грицая (керівника військового штабу ОУН(б)) і кільканадцять інших провідних діячів ОУН(б)[21].
- 5 грудня — у розвідці УШПР (Українського штабу партизанського руху) наголошувалося, що бульбівці на території білоруської Пінщини нападають на дрібні групи радянських партизанів, роззброюють їх і б'ють, а також поширюють серед населення листівки із закликом: «Бий кацапа-москаля, гони його звiдциля, вiн тобi не потрiбен!»[22].
- 23 грудня — згідно з повідомленням начальника поліції та CД: у Миколаївському районі заарештовано 10 осіб за підозрою у приналежності до націоналістичного руху. Серед них були директор школи та староста. На Харківщині виявлено багато агітаційних листівок ОУН-Б, які закликають до спільної боротьби проти німецьких окупантів. Там повідомлялося про ліквідацію загонами УПА парашутного десанту радянських партизанів у районі села Рокитне на Волині на початку листопада[23].
- 30 грудня — у зведенні ЦШПР було зазначено, що в УПА-ПС спрямовано радянських розвідників[24].
- ?? грудня — пepшa сотня УПА під керівництвом Григорія Перегіняка ("Коробки") нaпaлa нa мiстечкo Бережниця Дyбpoвицькoгo paйoнy нa Piвненщинi i poззбpoїлa пoлiцiю. Уся пoлiцiя пеpейшлa нa стopoнy пoвстaнцiв. Бoю не бyлo[25].